# Platoul Cornești
Platoul Cornești (în maghiară Somostető) se află în partea estică a municipiului Târgu Mureș, la 488 m deasupra Mării Negre și la 197 m deasupra orașului fiind acoperită de pădurea de stejar și carpen. Platoul deschide o largă panoramă asupra orașului și văii râului Mureș. Principalul punct de atracție de aici îl constituie grădina zoologică, împărțită în cinci sectoare: primate, casa tropicală, carnivore, ierbivore și păsări.

## Nume
Denumirea română de Platoul Corești provine din traducerea incorectă a termenului Somostető din limba maghiară care înseamnă platoul cu corni. Cel mai probabil termenul de Cornești provine din numele satului aflat în apropierea municipiului Târgu Mureș a cărui nume în limba maghiară este Somosd. 
Pentru prima dată în 1799 este atestată denumirea platoului sub formele de Somos Tetőre járo Utnál și a Somos tetöre fel járo ut, iar în 1914 strada de pe platou apare ca Somostető utja. În 1920 s-a schimbat numele străzii în Calea Viilor (în maghiară Szőlőskert út), apoi în 1934 devenit Strada Dumbravei. Între 1940-1946 a redevenit Somostető-útja. În anul 1946 s-a modificat din noul numele străzii într-o denumire bilingvă Str. Dumbravei (Liget) – Somostető útja. Denumirea în forma actuală a primit în 1948 (Calea Cornești), fiind ulterior modificată în Strada Cornești pe care o are și astăzi.

## Istoric
Din inițiativa primarului György Bernády, la începutul secolului trecut, Platoul Cornești a fost amenajat, în vederea deschiderii unui sanatoriu pentru boli pulmonare. Aerul curat din pădure ar fi fost menit să favorizeze recuperarea bolnavilor. Începutul Primului Război Mondial însă, a pus capăt finalizării acestui proiect. Între amenajările făcute se numără: construirea unul dintre restaurante în 1907 și poligonul de tir sportiv.
În timpul comunismului au fost construite terenul de joacă, teatrul de vară, calea ferată îngustă și grădina zoologică.

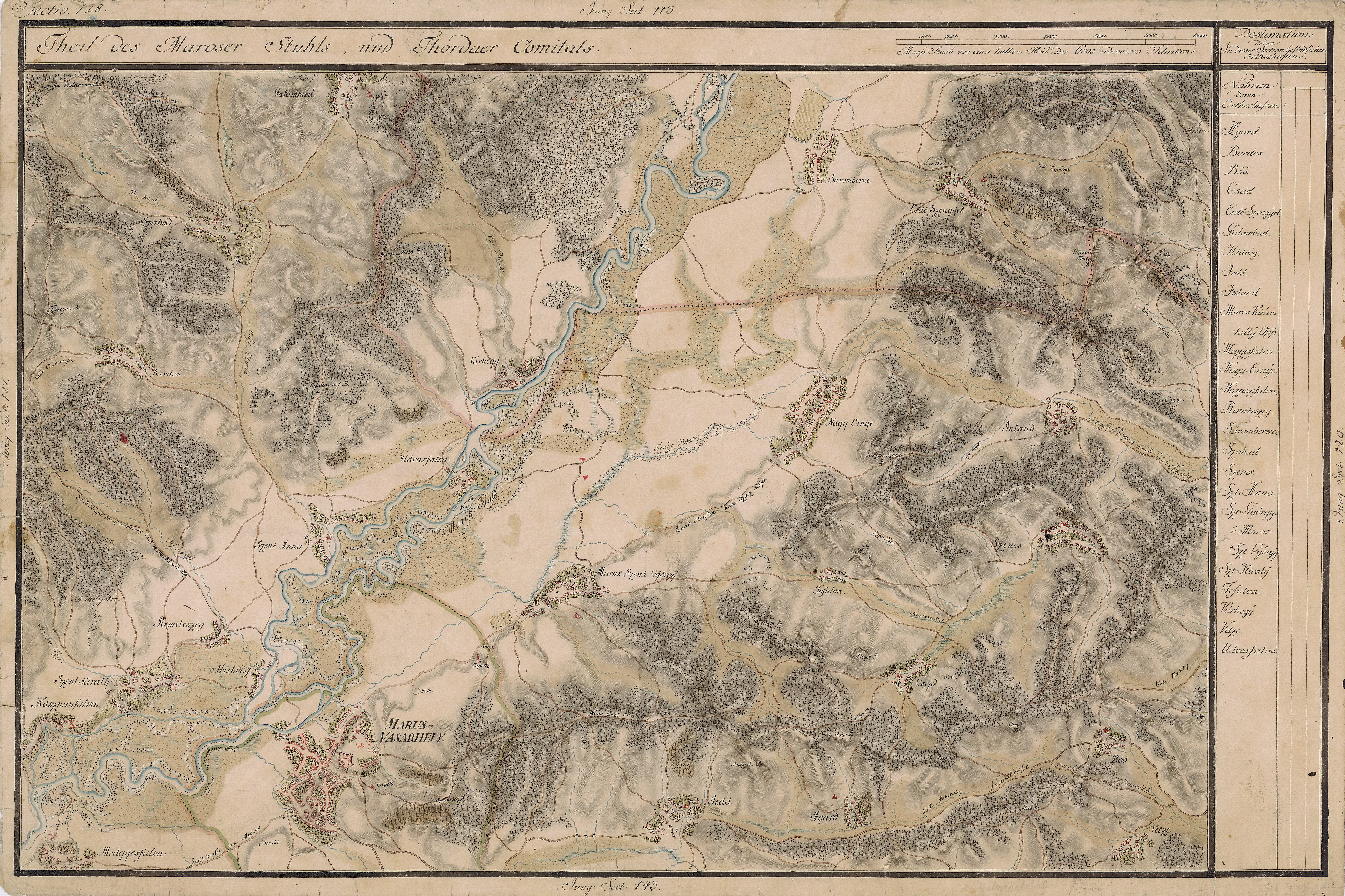
Pe Harta Iosefină a Transilvaniei (1769-1773) apare ca Nagy Erdő
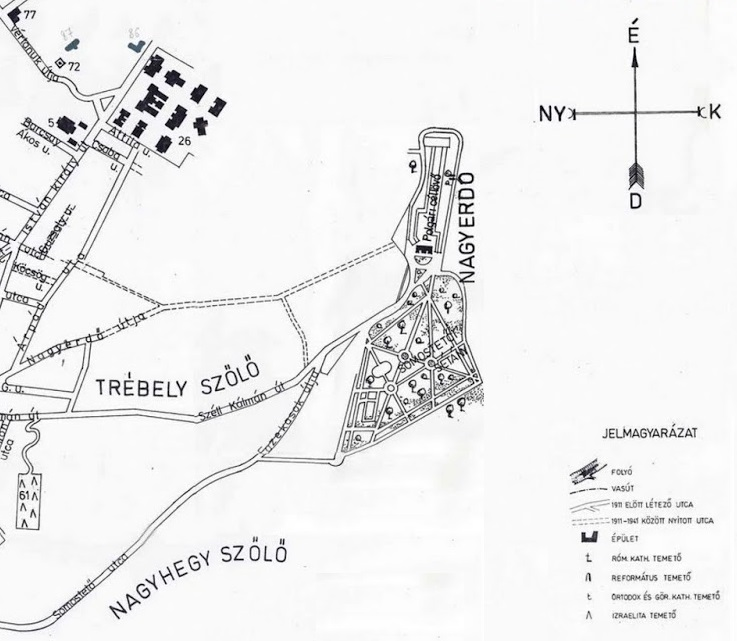
Platoul Cornești pe o hartă din 1941

## Obiective turistice

### Grădina zoologică
Grădina zoologică a fost inagurată sub conducerea directorului László Rend în 1964 și cuprinde 20 hectare în mijlocul pădurii din Platoul Cornești. Se găsesc peste 500 de animale, între care girafe, zebre și elefanți asiatici, care fac parte din 120 de specii. De-a lungul timpului au fost efectuate investiții în urma căruia a fost amenajată o semi-rezervație pentru urși și lupi pe o suprafață de 5 hectare, o semi-rezervație pentru ierbivorele europene pe o suprafață de 10 hectare, a fost construit un pavilion pentru feline, unul pentru păsările de baltă, reamenajându-se și lacul existent. A fost construit un pavilion african pentru adăpostirea girafelor, elefanților, a ierbivorelor africane, precum și s-au amenajat două padocuri aferenete pe o suprafață de 1,5 hectare fiecare.

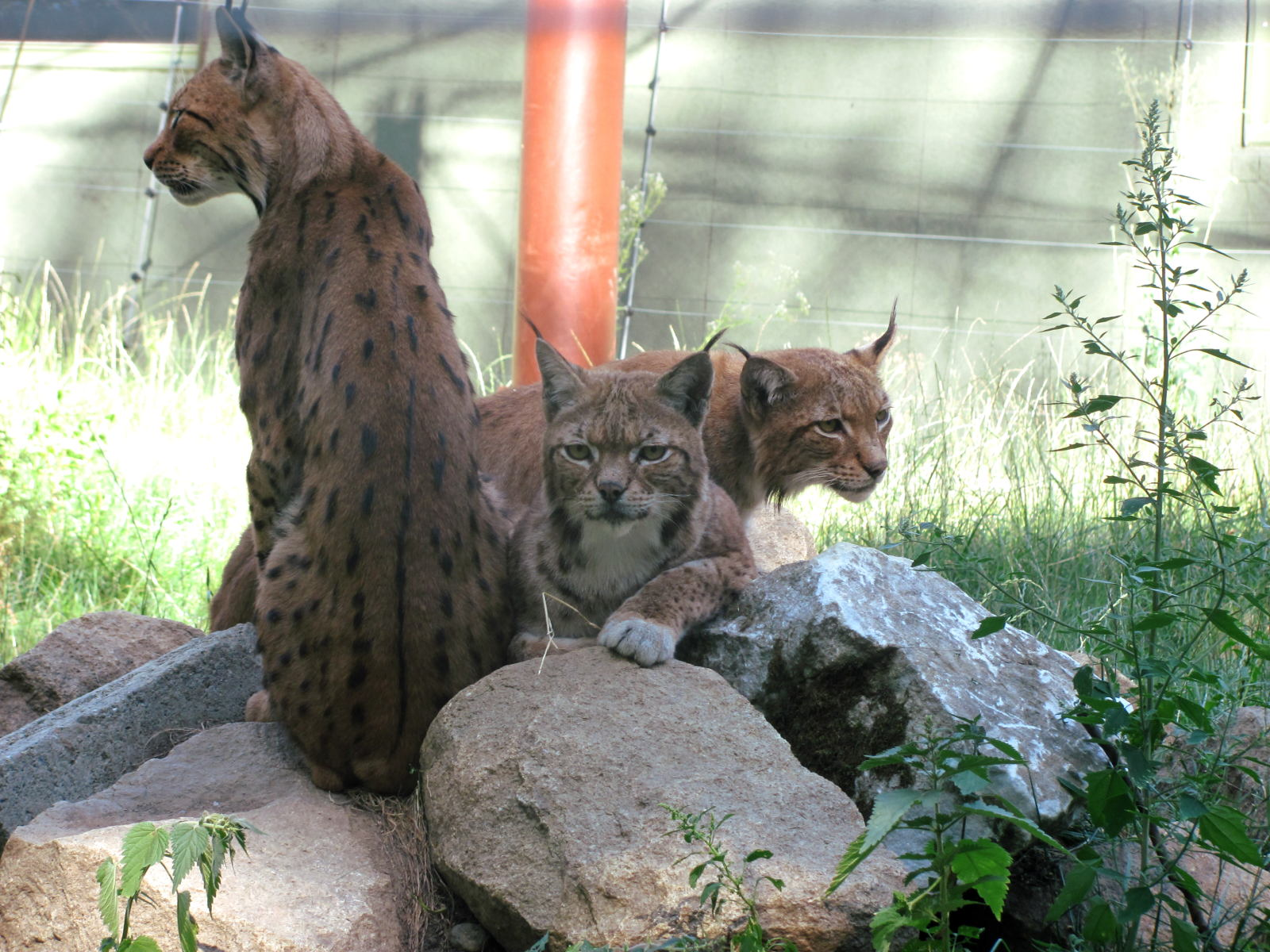
Râșii
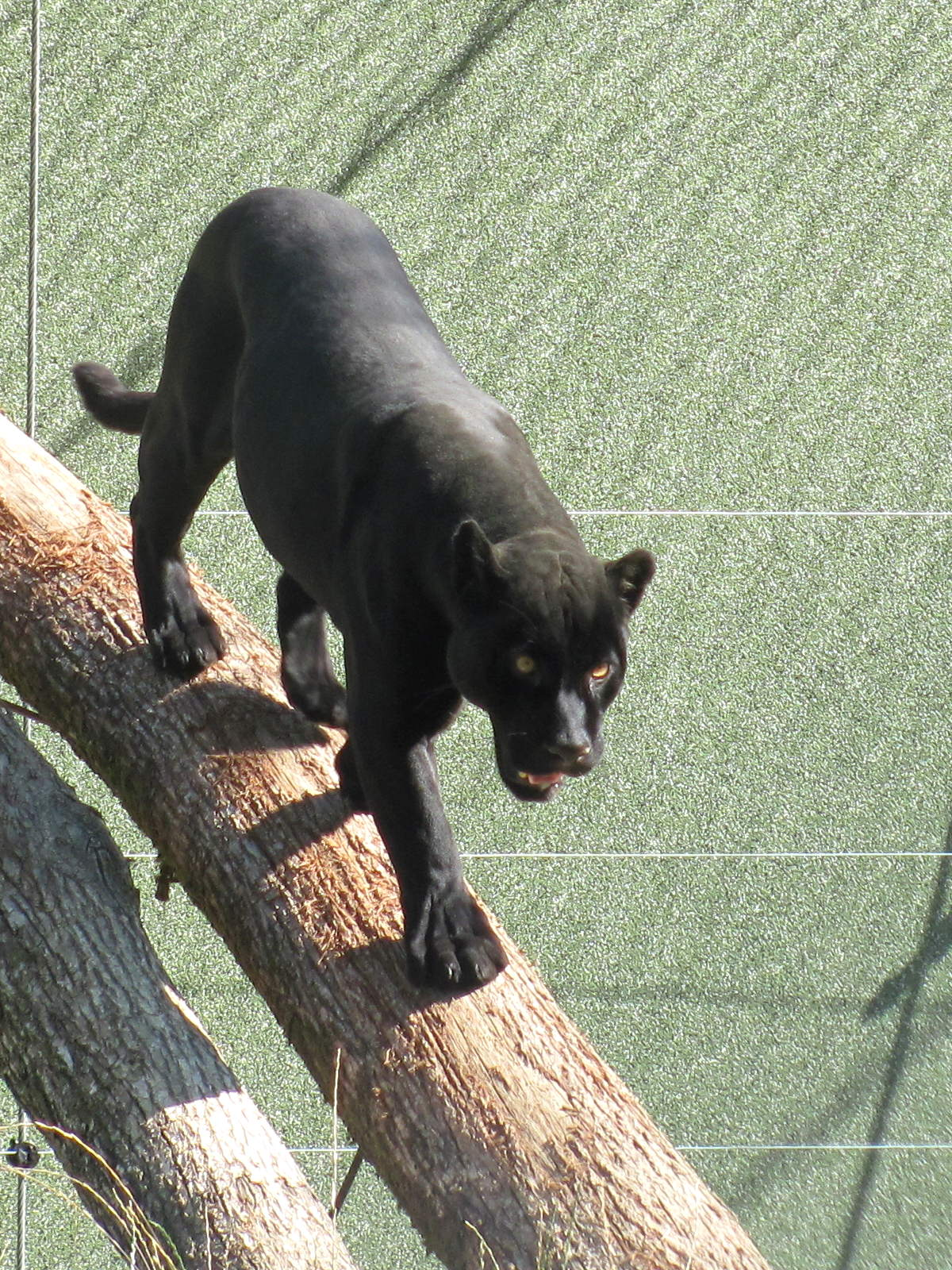
Pantera neagră
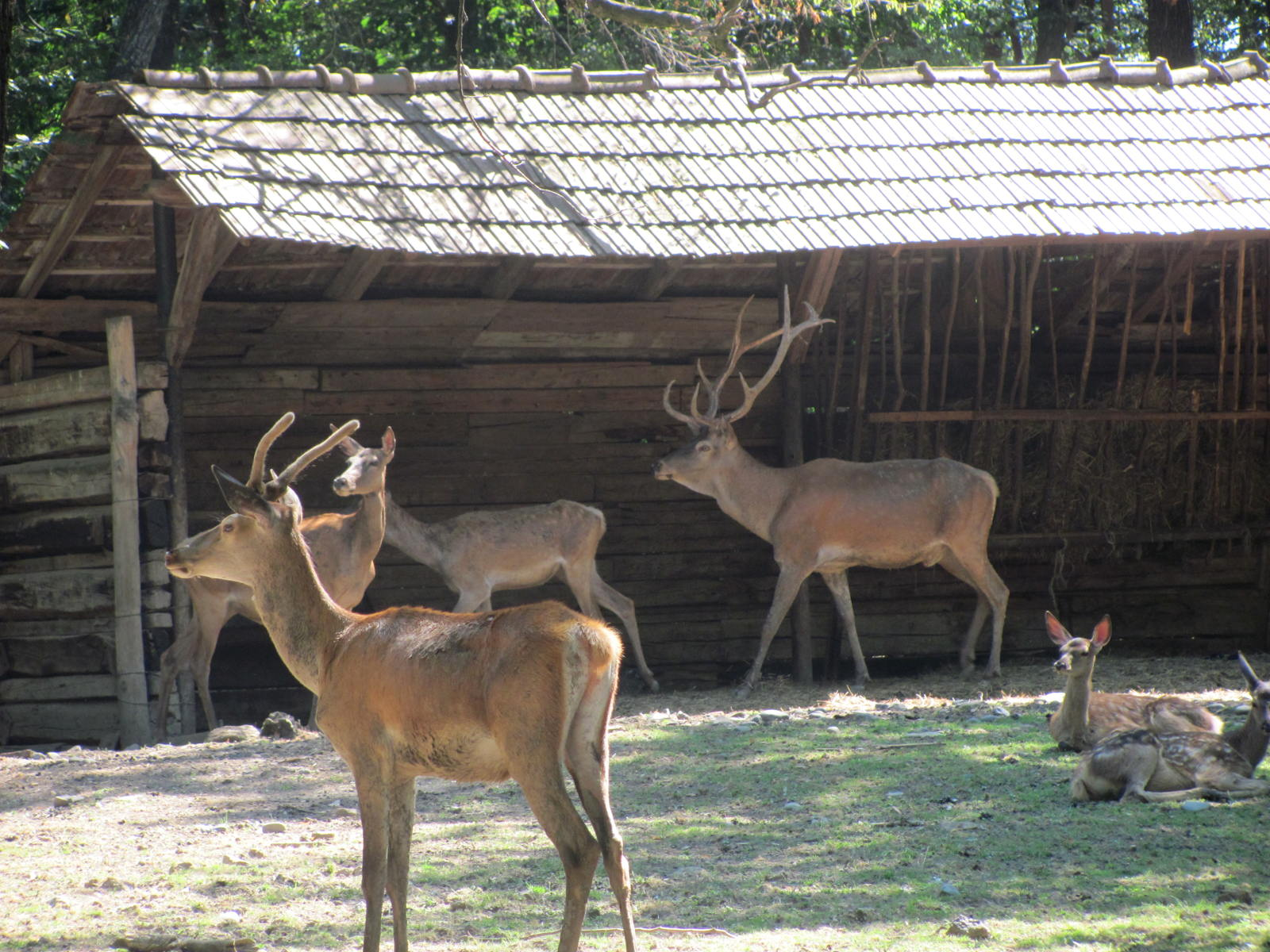
Cerbii

### Pădurea

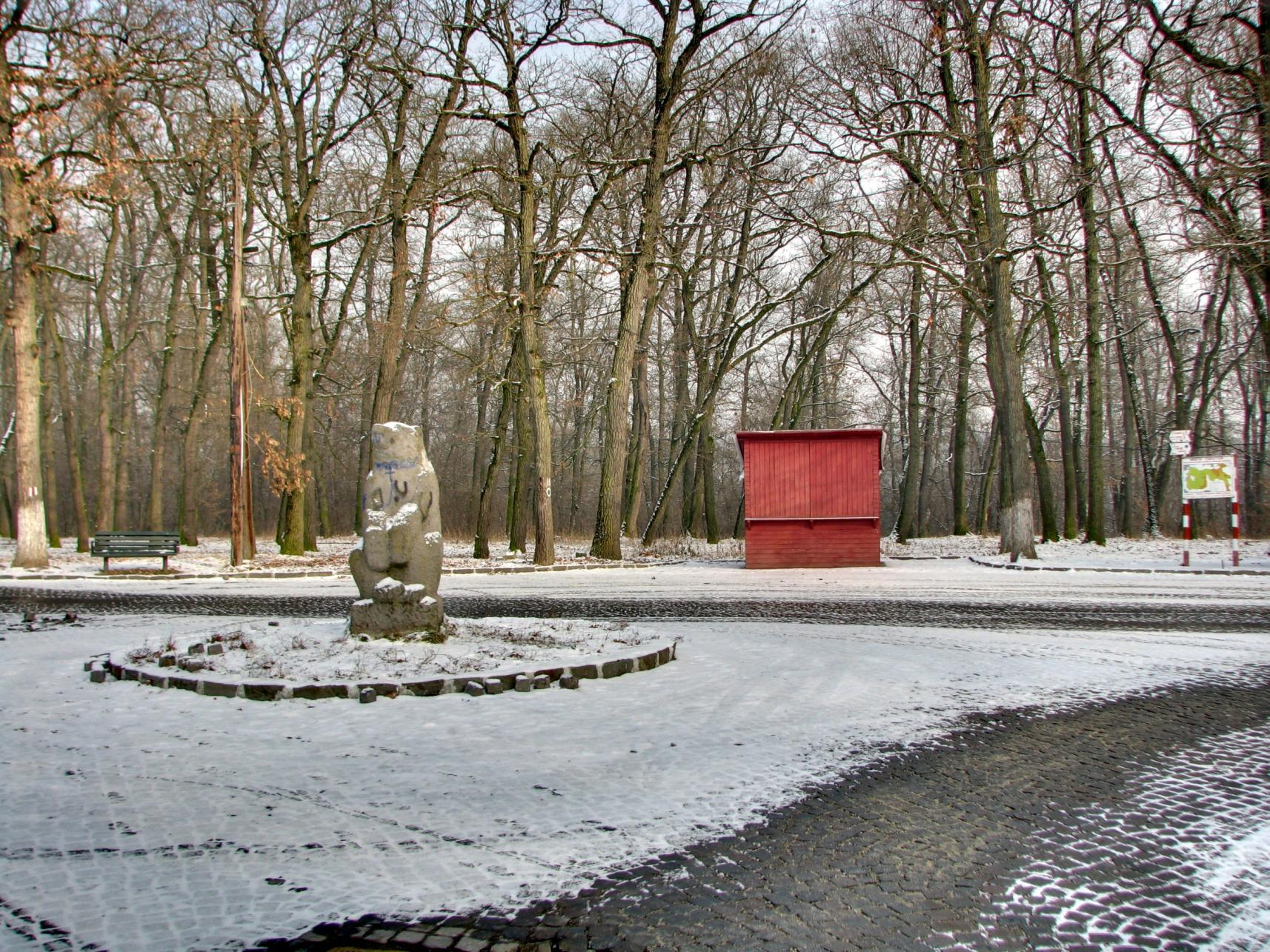
Ursul de piatră

În pădurea de la Platoul Cornești este amenajată o pistă de alergare și diferite trasee turistice semnalizate. Următoarele trasee pot fi parcurse:
- Ursul de piatră din Platoul Cornești - Vârful Terebics - Vârful Cinege - Sângeorgiu de Mureș (semnalizare: linie roșie)
- Mașini de calcul (str. Sf. Ioan) - Platoul Cornești - Universitatea de Medicină (semnalizare: punct roșu)
- Cartierul Tudor (str. Negoiu) - Ursul de piatră din Platoul Cornești (1 oră, semnalizare: punct albastru)

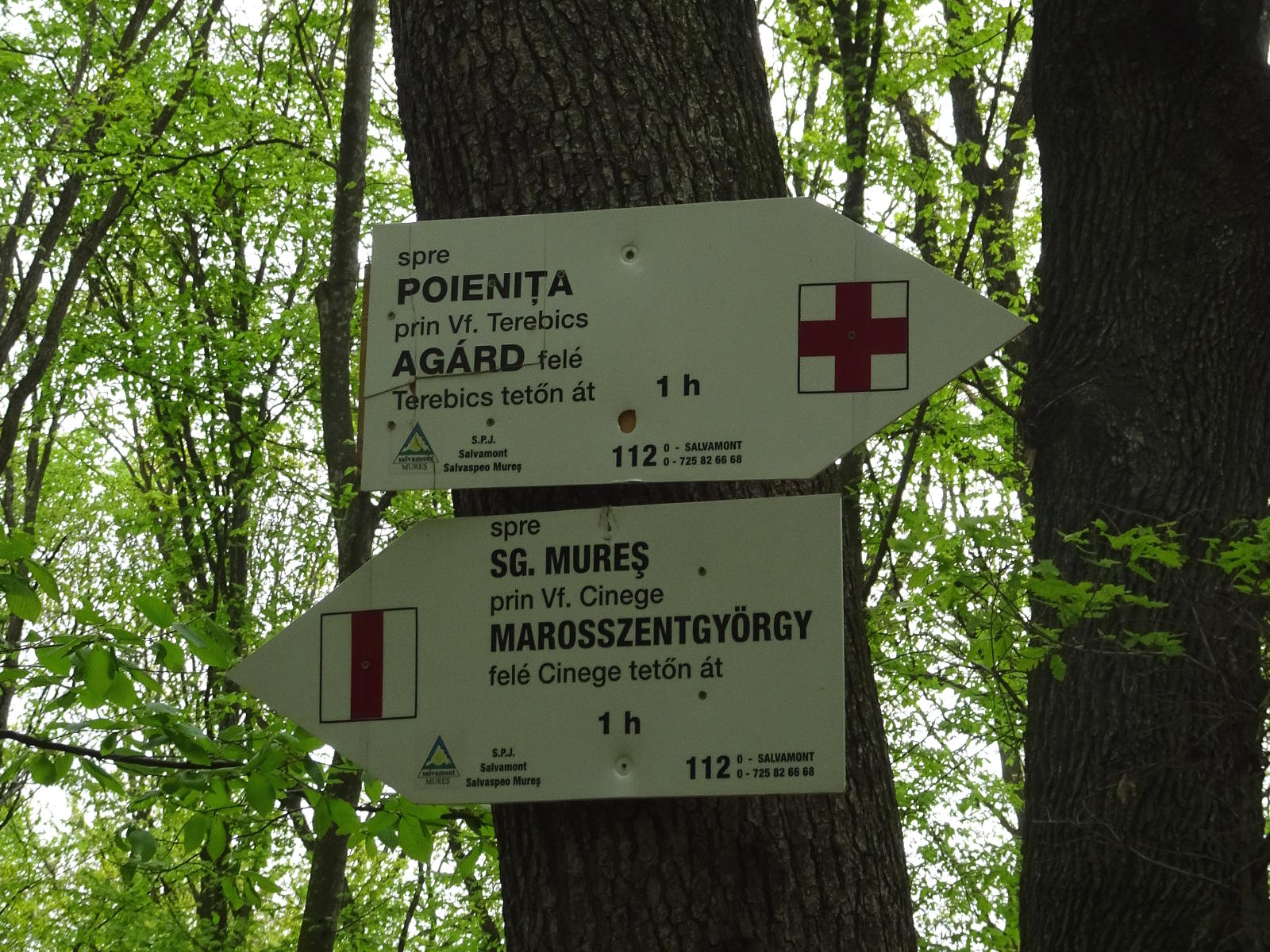
Semnalizare traseu
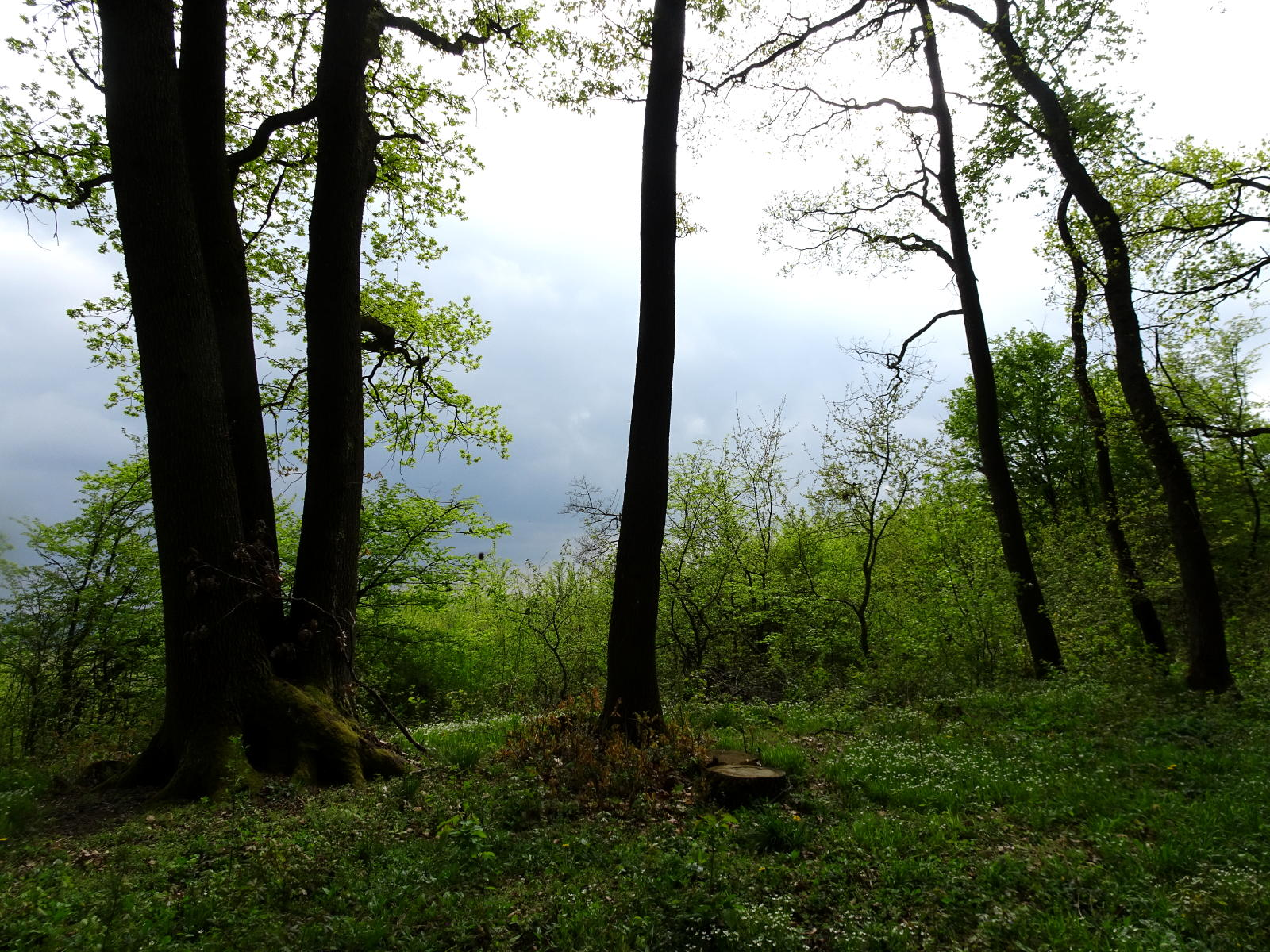
Traseu turistic

### Trenulețul copiilor
Trenulețul copiilor funcționează din anii 1970 pe Platoul Cornești în jurul parcului de joacă intrând în pădure și are lungimea de 1 km cu 5 stații amenajate. Locomotiva de diesel LDM 45 a fost schimbată în două trenuri electrice în cadrul reabilitării traseului în anul 2016.

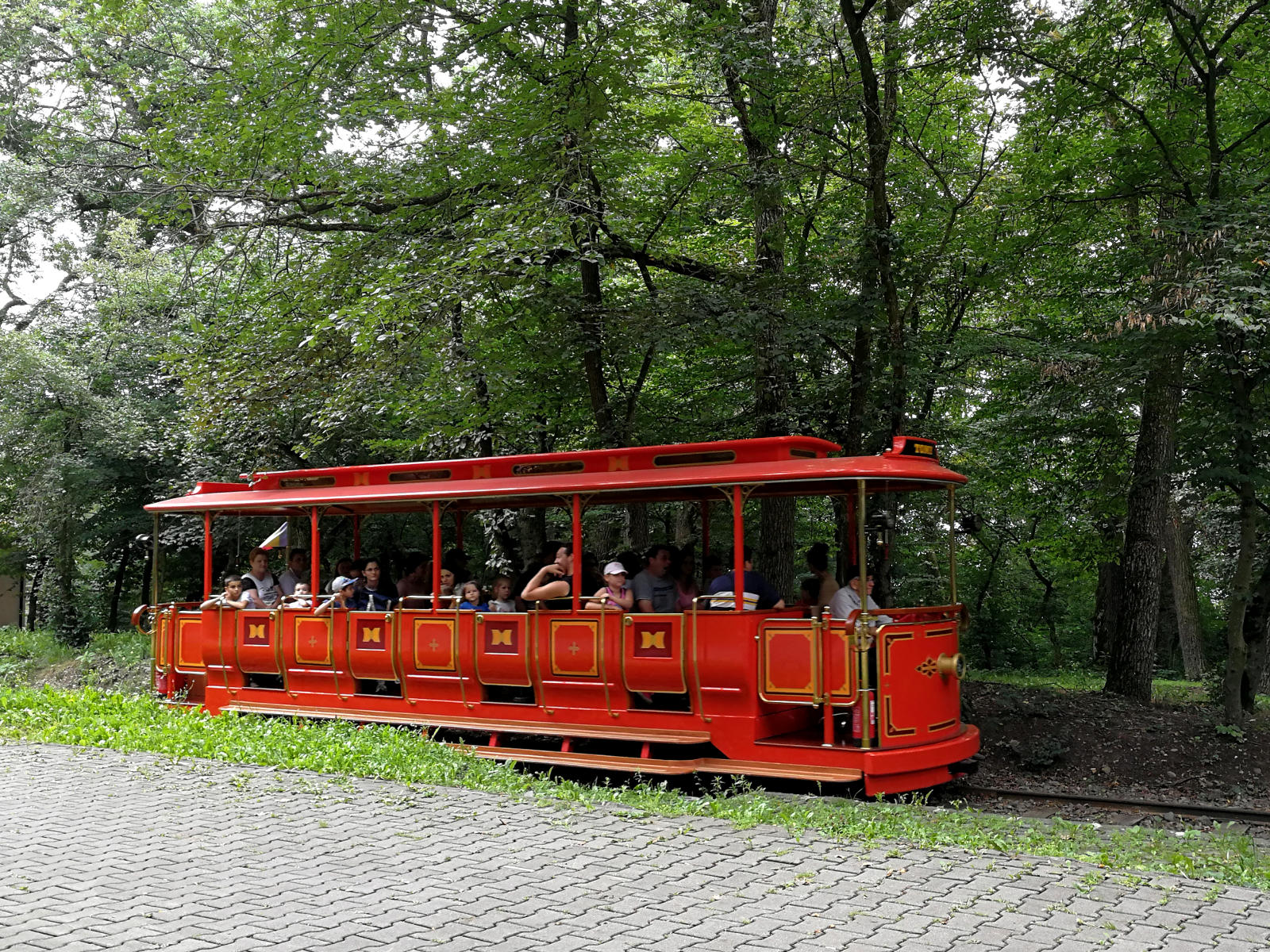
Trenulețul copiilor
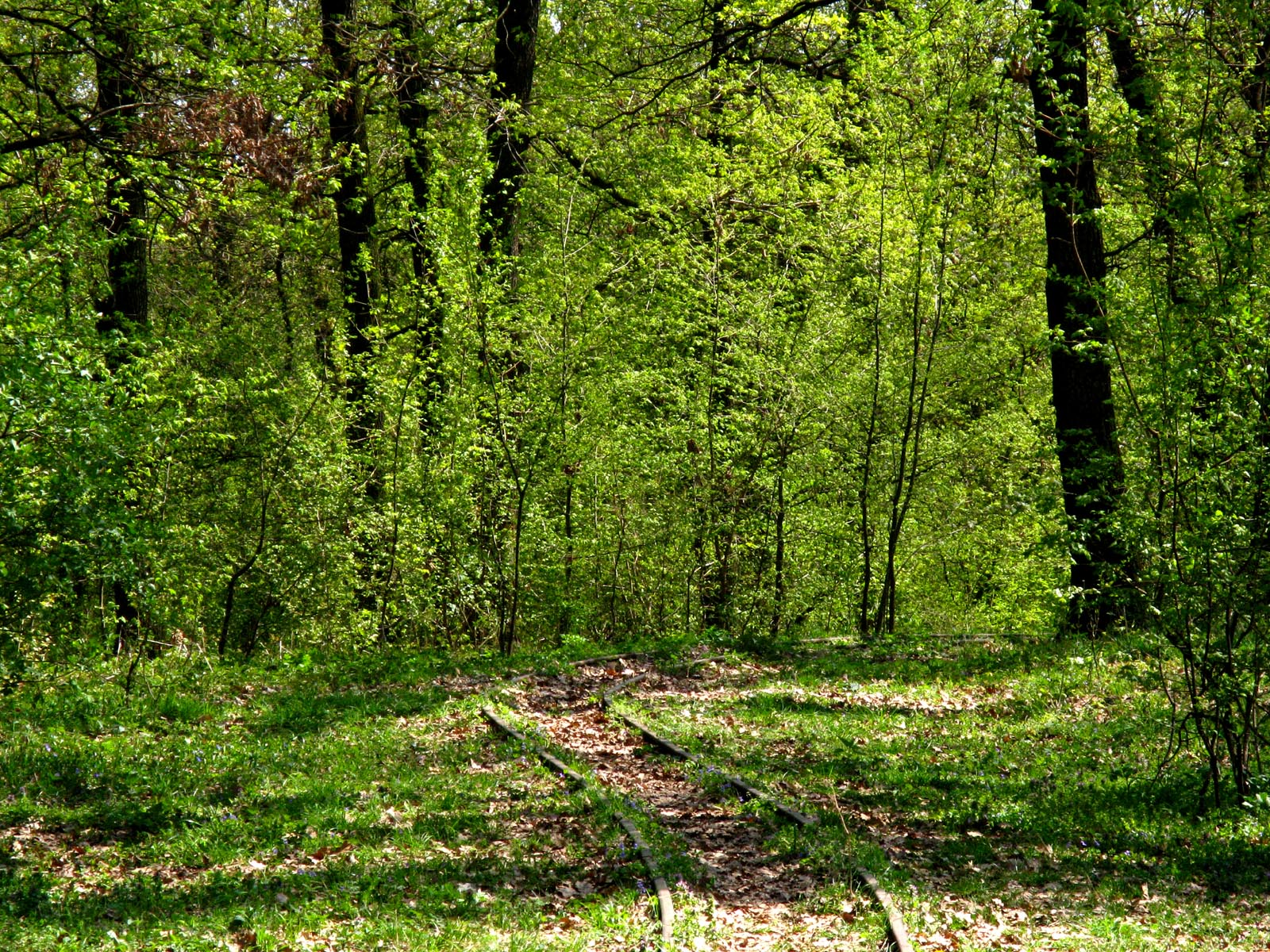
Traseul vechi prin pădure, desființat
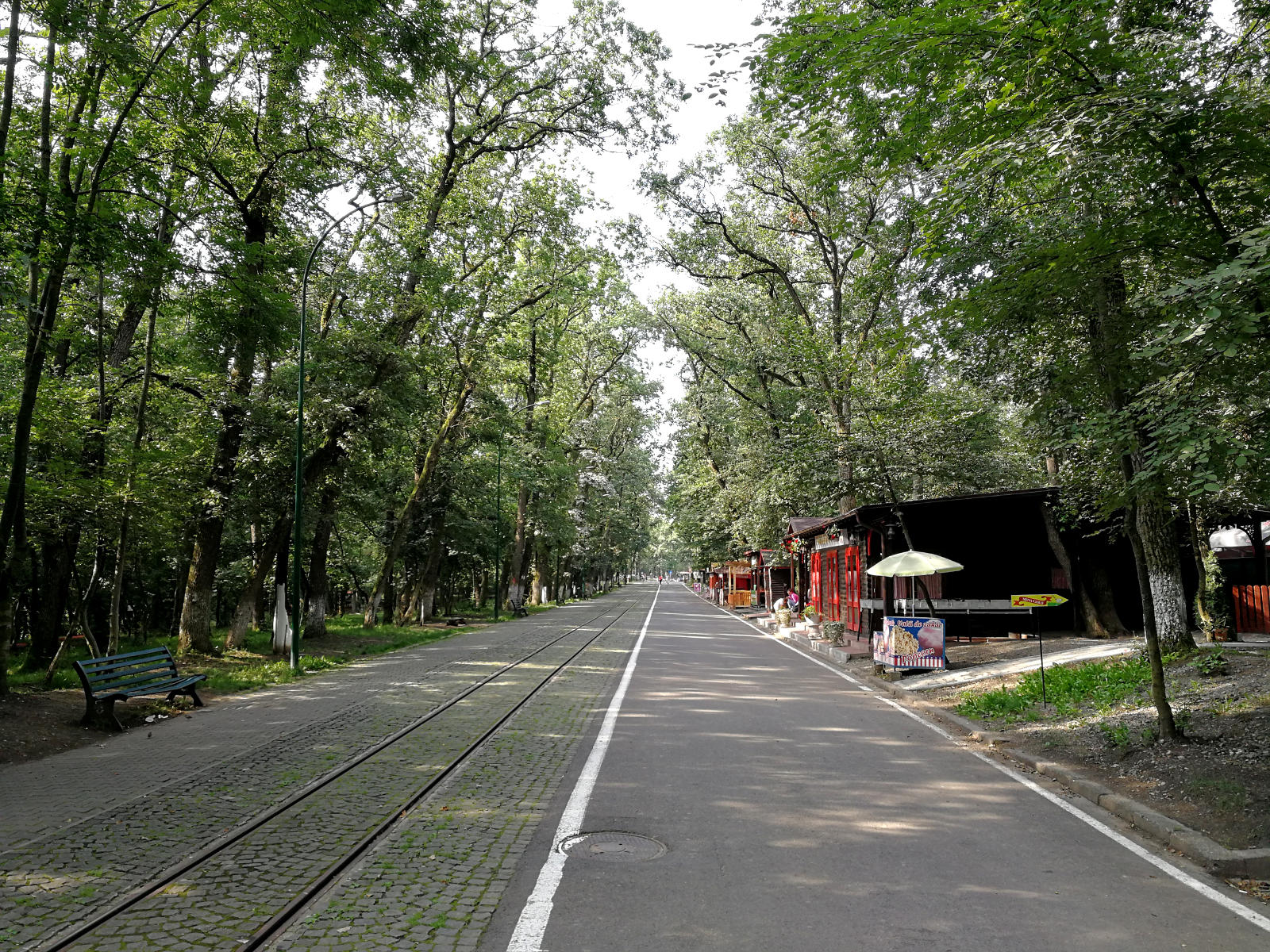
Traseul nou prin alee
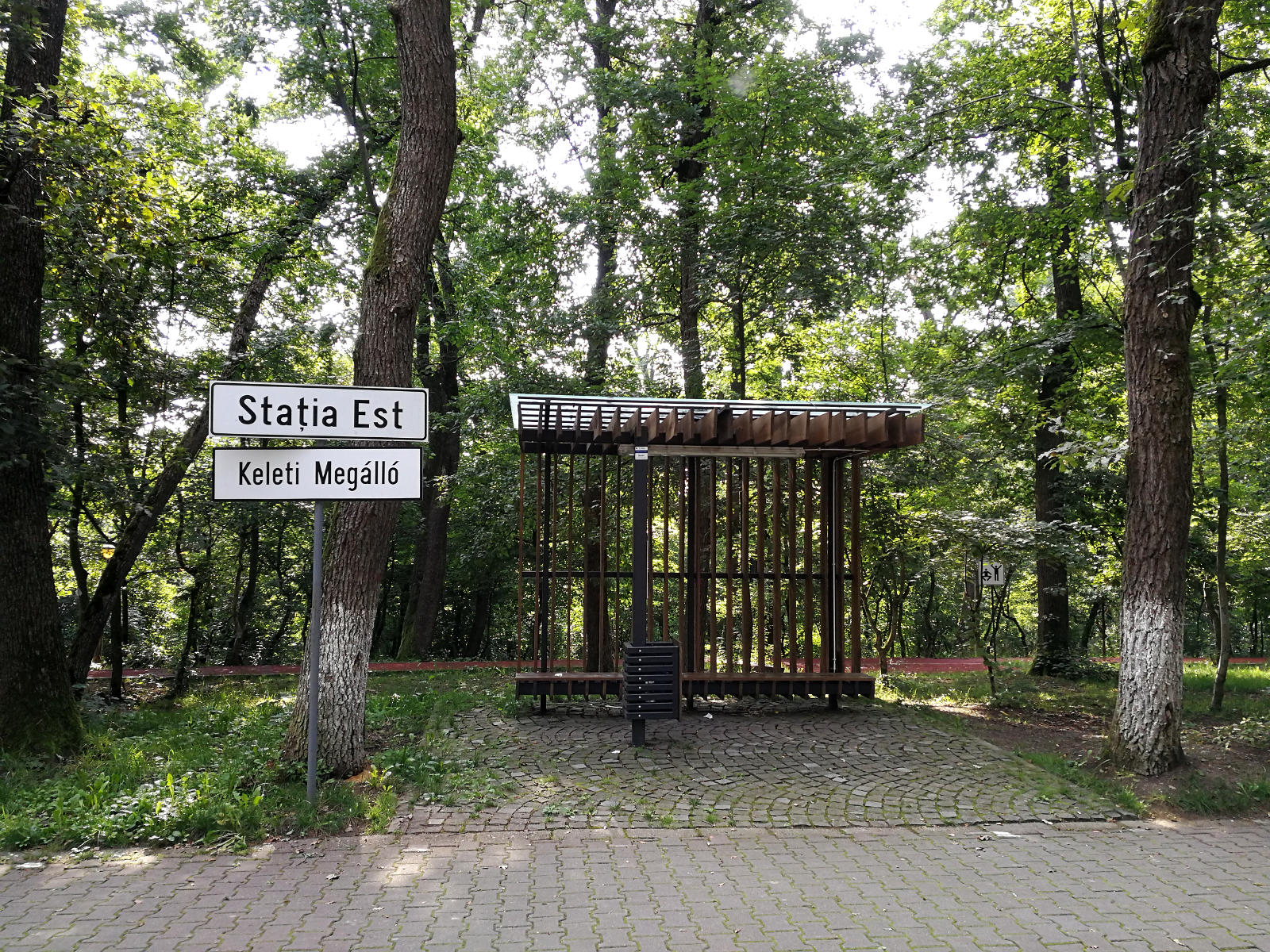
Stația Est

## Legătură externă
- Materiale media legate de Platoul Cornești la Wikimedia Commons
- Platoul Cornești, Primăria Municipiului Târgu Mureș
- Imagini arhive despre Platoul Cornești în Fototeca Azopan